# Cachot de Cyparis
Le cachot de Cyparis est un cachot de pierres voûtées situé au fond d'une cour de la partie est des ruines de la prison de Saint-Pierre, rue de la Prison, dans le quartier du Centre à Saint-Pierre.

## Histoire

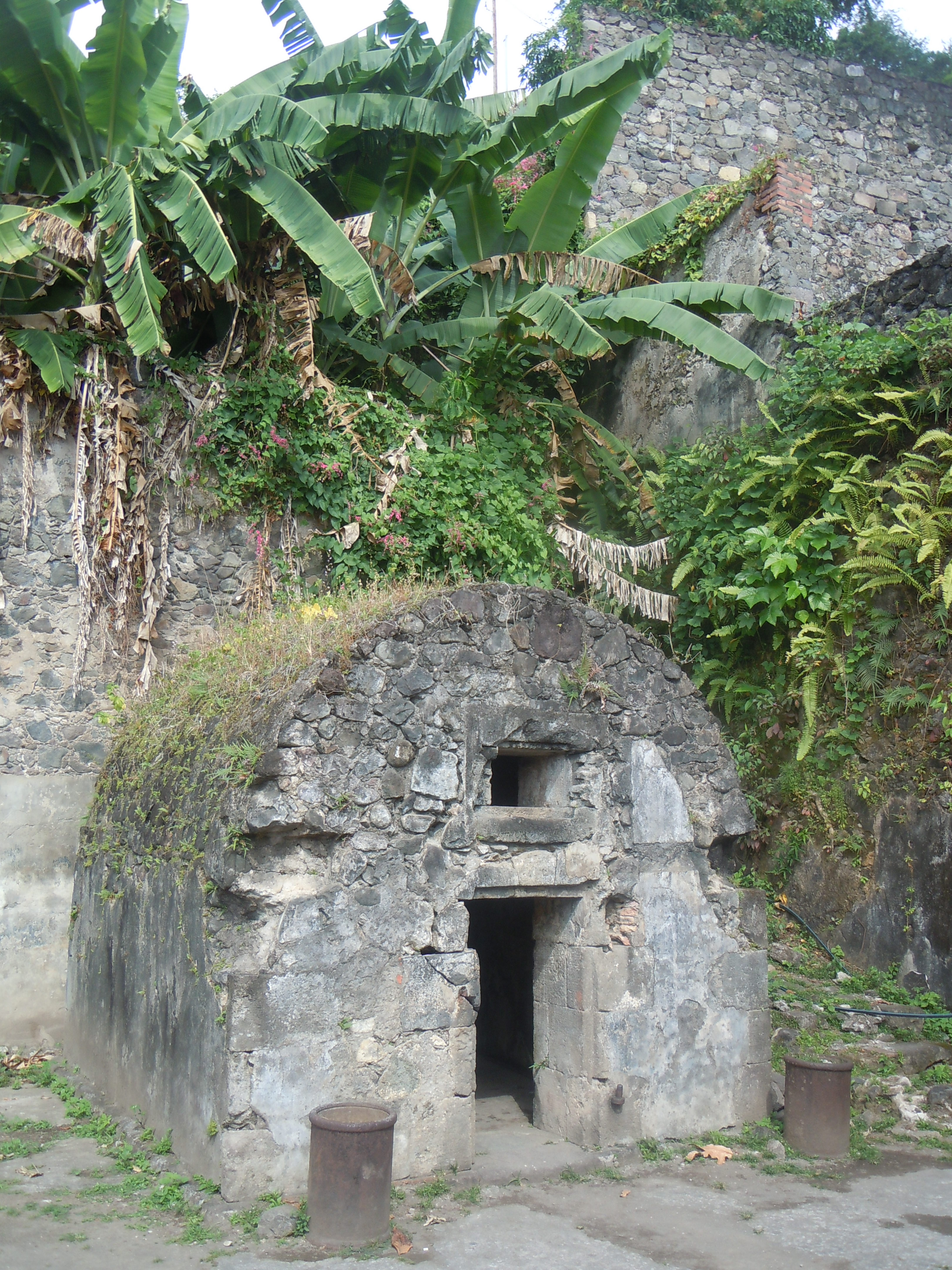
Entrée du cachot

Louis-Auguste Cyparis, dit Samson, généralement considéré comme le seul survivant de la catastrophe de Saint-Pierre en 1902, était originaire de la commune du Prêcheur. Tantôt marin, tantôt cultivateur, il est condamné à un mois de geôle pour avoir blessé un camarade d'un coup de coutelas au cours d'une querelle. 
S'étant échappé pour participer à une fête, puis étant revenu se constituer prisonnier, il est puni de huit jours de cachot et c'est pendant cette période que l'éruption du 8 mai 1902 s'abat sur la ville de Saint-Pierre. L'épaisseur des parois de son cachot lui sauve la vie. Son emplacement au pied du Morne Abel, sa position presque adossé au mur de la clôture est de la prison, ses rares ouvertures orientés sud-ouest, à l'opposé de la nuée ardente qui se déplace du nord au sud, protègent le cachot de l'effet du souffle dû à l'explosion de la montagne Pelée et évitent au prisonnier un contact direct avec une entrée massive de gaz brûlants. 
Rescapé de la catastrophe, Louis-Auguste Cyparis témoigne : « Il était 8h. On n'était pas encore venu m'apporter la ration du jour quand tout à coup un bruit formidable se fit entendre. Tout le monde criait au secours, je brûle, je meurs. Au bout de 5 minutes, personne ne criait plus, excepté moi, lorsqu'une fumée se précipita avec violence par la petite fenêtre de ma porte. Cette fumée brulait tellement que pendant un quart d'heure, je sautais à droite, à gauche, en l'air tout partout pour l'éviter. Après un quart d'heure, c'était un silence affreux. J'écoutais, criant de venir me sauver. Personne ne répondait. Alors tout Saint-Pierre doit être écrasé sous le tremblement de terre, dans du feu. »
Le 11 mai, des sauveteurs du Morne-Rouge, commune limitrophe de Saint-Pierre, entendent ses appels et dégagent l'entrée du cachot. Sa célébrité est due à des circonstances originales (il a eu la vie sauve parce qu'il était en prison) et au fait qu'il devient par la suite l'une des attractions du cirque américain Barnum, où il montre son corps et son visage couvert des cicatrices de ses brûlures. Il serait mort dans l'oubli et probablement la misère à Panama. 
Le cachot de Cyparis est inscrit au titre des monuments historiques par arrêté du 25 juillet 1979.

## Description
De plan rectangulaire régulier, le cachot de Cyparis est construit en pierres voûtées au milieu du XVIIe siècle et comporte une seule porte, jadis en bois massif, au droit de laquelle se trouve une petite baie grillagée. Il se dresse au fond d'une cour à quelques mètres d'un bassin dans la partie est de la prison. 